# El Tren De La Alegría

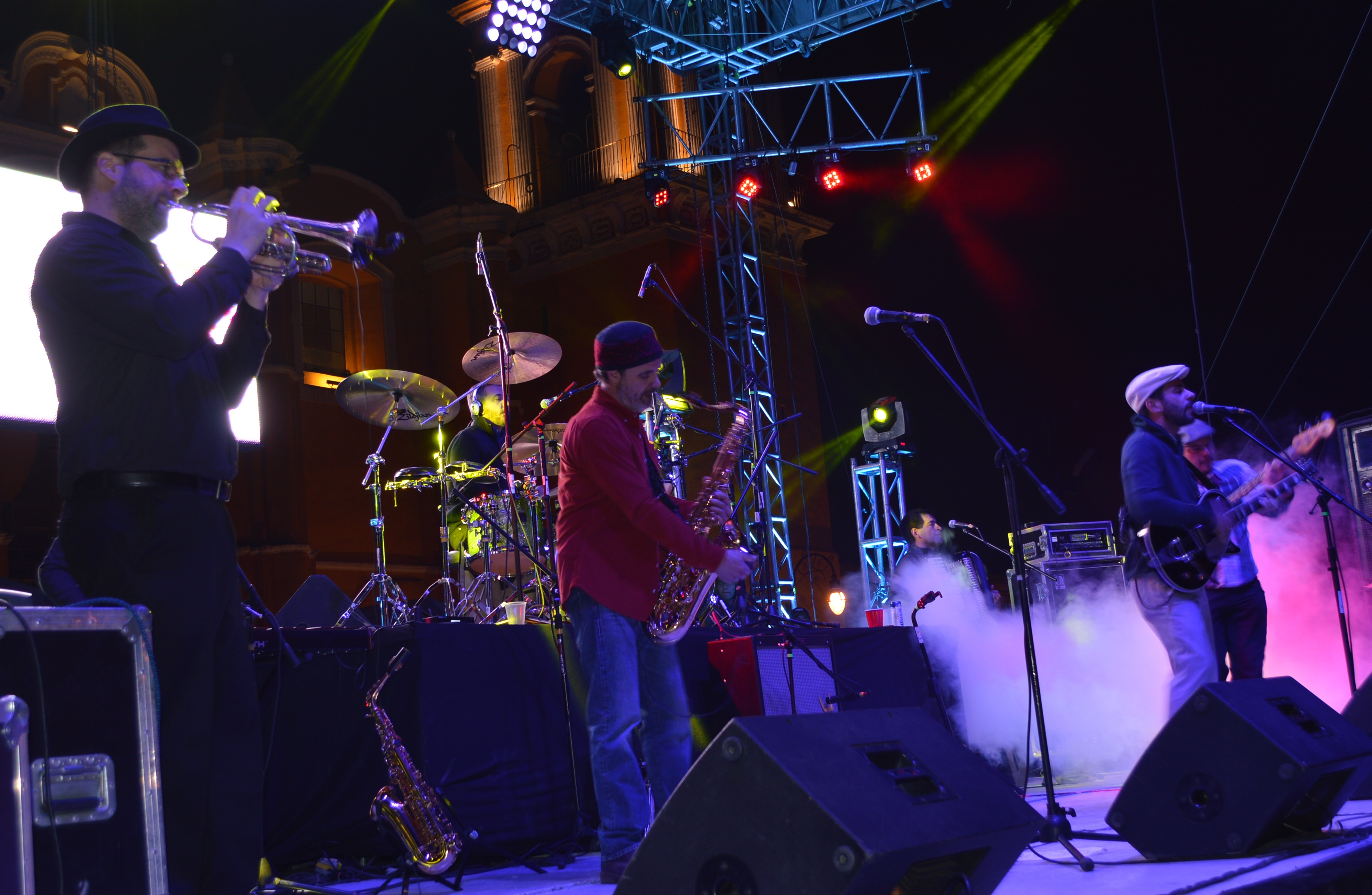
Presentación de Paté de Fuá

El Tren De La Alegría es el nombre del segundo álbum de la banda mexicana Paté de Fuá.
El disco fue presentado en agosto del 2009 en El Lunario del Auditorio Nacional en la Ciudad de México., teniendo como sencillo la canción que le da nombre al disco " El Tren De la Alegría ".
Fue producido por la disquera Intolerancia y cuenta con composiciones originales de Guillermo Perata y Yayo González , los cuales intentan retomar un estilo antiguo, que va desde la melancolía hasta la alegría.

## Canciones
1. El fantasma enamorado
2. La buena Pipa
3. Con un ademán
4. La urraca
5. Pernod
6. El tren de la alegría
7. Los enanos negros de Praga
8. Celoso y desubicado
9. Chau Pinela
10. Lo que pudo ser
11. The pulent rag
12. Viejo puerto
13. Feriado nacional
14. Ojos brujos
15. Choreo No. 2
16. Paloma cruel